# أوليفر غودال
أوليفر غودال (بالإنجليزية: Oliver Goodall)‏ هو طيار أمريكي، ولد في 28 مايو 1922، وتوفي في 30 أكتوبر 2010.